# Gunda Niemann
Gunda Niemann-Stirnemann, née Kleemann le 7 septembre 1966 à Sondershausen, est une patineuse de vitesse allemande qui a gagné trois titres olympiques et cinq autres médailles aux Jeux. Elle est aussi huit fois championne du monde toutes épreuves.

## Palmarès

### Jeux olympiques
- Jeux olympiques d'hiver de 1992 à Albertville ( France) :
  -  Médaille d'or sur 5 000 m
  -  Médaille d'or sur 3 000 m
  -  Médaille d'argent sur 1 500 m
- Jeux olympiques d'hiver de 1994 à Lillehammer ( Norvège) :
  -  Médaille d'argent sur 5 000 m
  -  Médaille de bronze sur 1 500 m
- Jeux olympiques d'hiver de 1998 à Nagano ( Japon) :
  -  Médaille d'or sur 3 000 m
  -  Médaille d'argent sur 5 000 m
  -  Médaille d'argent sur 1 500 m

### Championnats du monde
- Médaille d'or en 1991 à Hamar
- Médaille d'or en 1992 à Heerenveen
- Médaille d'or en 1993 à Berlin
- Médaille d'or en 1995 à Tynset
- Médaille d'or en 1996 à Inzell
- Médaille d'or en 1997 à Nagano
- Médaille d'or en 1998 à Heerenveen
- Médaille d'or en 1999 à Hamar
- Médaille d'argent en 1989 à Lake Placid
- Médaille d'argent en 2000 à Milwaukee

### Coupe du monde
- Vainqueur de 19 trophées en Coupe du monde
- 98 victoires lors d'épreuves

## Distinctions
Elle a été récompensée par le Prix Oscar Mathisen à trois reprises entre 1995 et 1997.